# Варёная кожа
Варёная кожа (кюрболи, бойлинг, фр. cuir bouilli, англ. boiled leather) — кожа растительного дубления, отличающаяся при особой прочности и жёсткости достаточной лёгкостью. Другие названия — «литая кожа» и «закалённая кожа» (англ. moulded leather, hardened leather). Применялась в Древнем мире и Средневековье для изготовления пластинчатых и чешуйчатых доспехов (в том числе и для животных) и щитов как в Европе, так и в странах Востока. Она шла также на чемоданы, футляры, ножны и т. д.

## История
В ходе археологических раскопок в Ирландии был найден древний гофрированный кожаный щит VIII в. до н. э. Были изготовлены и испытаны его реплики, в том числе и из разных видов варёной кожи. Щиты из варёной кожи использовали североамериканские индейцы Великих равнин и племена Индии.
Варёная кожа стала производиться в Европе к концу XII века. Доспехи, в том числе и шлемы из неё, вошли в обиход с последней четверти XIII века. Она применялась из-за её лёгкости и меньшей стоимости, что позволяло снаряжать доспехами и пехоту. До XV века из варёной кожи делали и турнирные доспехи, причём они считались престижными. В поздний период она для турниров уже не использовалась, так как видоизменение этих состязаний потребовало более мощной защиты. В XVI веке варёная кожа широко применялась для изготовления конских доспехов. Доспехи из варёной кожи также дополнительно укреплялись металлическими вставками, что требовалось в том числе и для защиты от ручного огнестрельного оружия. Но примерно с середины XVII века в Европе её военное применение прекратилось в связи с возросшей мощностью последнего.
С XVII же века из варёной кожи стали делать различные футляры, бутылки, книжные переплёты, прочные и тяжёлые сапоги для форейторов (почтальонов) и рейтар, а также ножны. В Первую мировую войну из неё производили военные каски пикельхельм. Теплоизолирующие свойства кожи способствовали её применению и для касок пожарных, которые производились вплоть до Второй мировой войны.

## Технология
При изготовлении варёной кожи для увеличения толщины и повышения прочности предварительно прошедшую растительное дубление кожу погружают в горячую воду (около 80°) или в тёплый раствор клея. Применяется также погружение в горячий воск, масло, канифоль или другие смолы. По некоторым сообщениям, применяется также перебродившая моча животных. После этого может производится жирование и окраска. Как правило, дальше кожа подвергается формовке и украшению тиснением, а затем сушится. Для защиты от влаги изделия могут покрываться лаком.
Похожую технологию применяли и североамериканские индейцы при изготовлении щитов. При этом нагревали круг толстой сырой кожи с груди или холки быка бизона. Одновременно могла применяться пропитка клеем.